# Faro di Gravelines
Il faro di Gravelines è un faro situato in Francia nel dipartimento del Nord, in origine nel borgo di Petit-Fort-Philippe,  accorpato poi al comune di Gravelines. È stato in servizio dal 1843 al 1985. È stato dichiarato monumento storico della Francia.

## Storia
Il faro, di forma cilindrica, venne costruito nel 1843 in mattoni intonacati. Ai piedi della torre alta 29 metri è ubicata la casa del guardiano. Per raggiungere la sommità si devono salire 116 gradini.
Fino al 1932 il faro era dipinto di bianco al fine di renderlo distinguibile dal paesaggio Petit Fort Philippe. Durante il restauro effettuato nel 1931 - 1932, venne ridipinto come appare oggi bianco e nero a spirale, colori che gli valsero il soprannome di "Black and White".
Il faro, che si salvò dalla distruzione durante la seconda guerra mondiale, è fuori servizio dopo il ritiro nel 1985 di Maurice Bienaimé, l'ultimo guardiano. Pur non essendo più una guida per i marinai, rimane comunque parte integrante del paesaggio della frazione.
Prima della sua dismissione il faro emetteva un fascio luminoso visibile da una distanza di 15 miglia nautiche a quattro lampi di colore bianco o verde, a seconda della direzione di avvistamento, in un ciclo totale di 12 secondi.

## Cronologia

### Ai tempi della lampada ad olio
- Settembre 1843 : il faro di Gravelines entra in servizio. Una lente di Fresnel diffondeva la luce di una lampada ad olio di colza.

### Ai tempi della lampada a petrolio
- 6 ottobre 1904 : nuovo impianto di illuminazione a petrolio.
- Dicembre 1931 : Dipintura della spirale nera sul fondo bianco.

### Ai tempi del faro elettrico
- 1945 : durante la guerra il faro viene pesantemente danneggiato: la torre parzialmente distrutta dai bombardamenti e la cupola della lanterna viene asportata dai tedeschi.
- 1949 : ricostruzione del faro.
- 1985 : Maurice Bienaimé, l'ultimo guardiano del faro, va in pensione.
- 2004 : la città di Gravelines diventa proprietaria del faro.